# Kerki

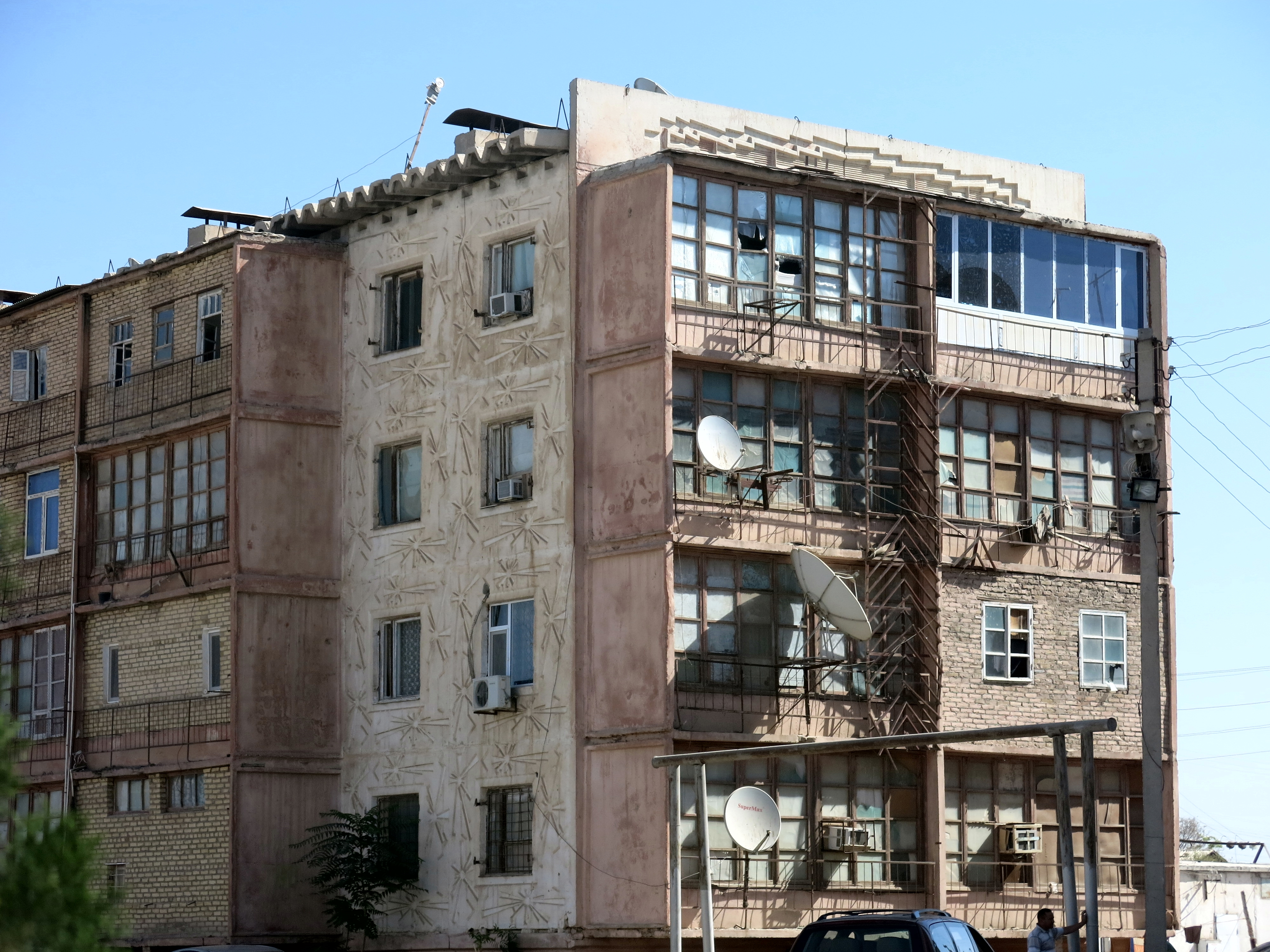
Hauszeile im Zentrum von Kerki

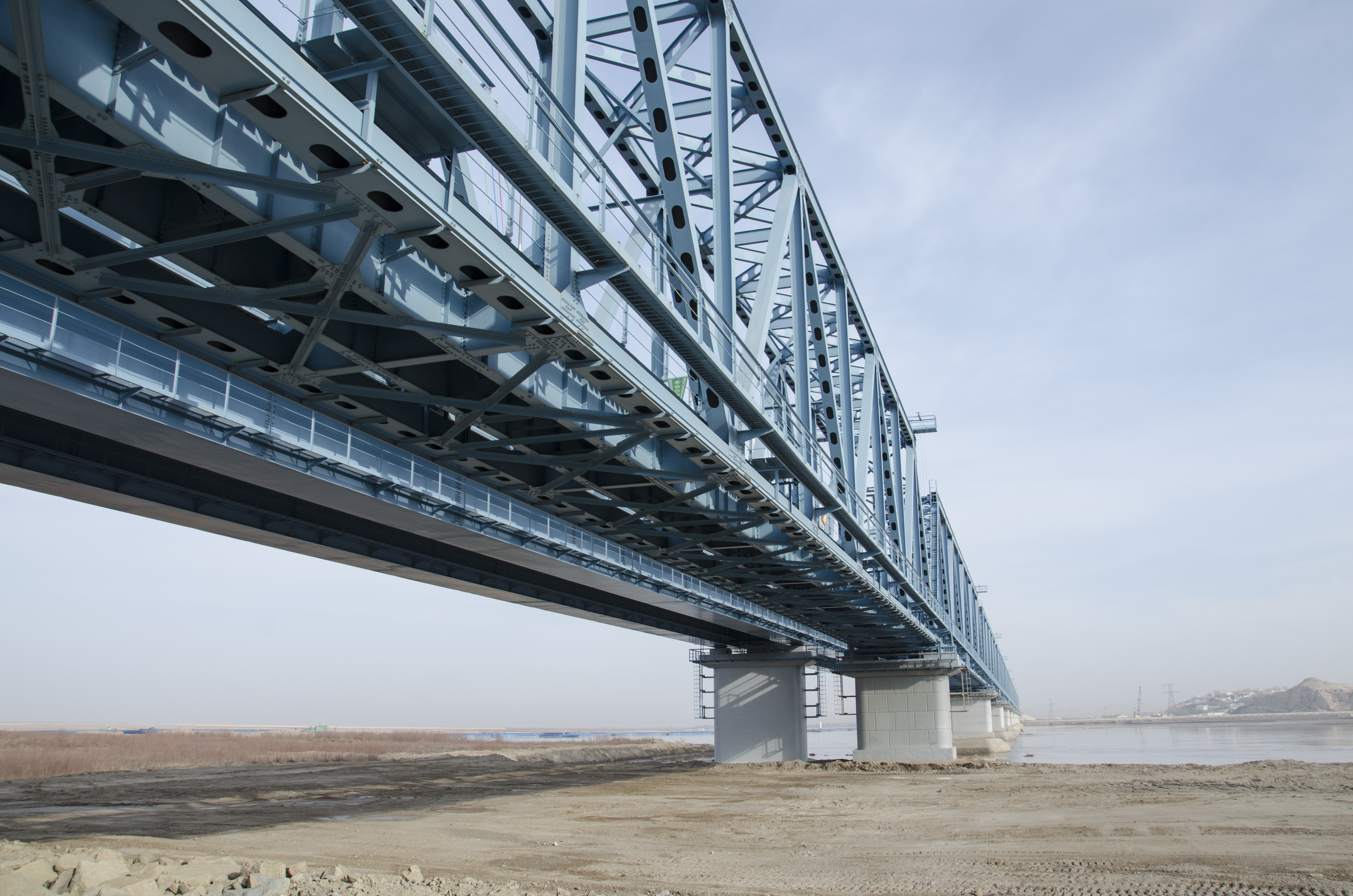
Eisenbahnbrücke Kerki–Kerkiçi

Kerki (russisch Керки), von 1999 bis 2017 Atamyrat (russisch Атамурат Atamurat), ist eine Stadt im Osten Turkmenistans in der Provinz Lebap.

## Geografie
Die geschätzte Einwohnerzahl 2013 betrug 31.580 Personen, bei der Volkszählung 1989 wurden 19.747 Personen gezählt.
Kerki liegt am linken Ufer des Amudarja gegenüber von Kerkiçi. Beide Orte sind durch eine Eisenbahnbrücke miteinander verbunden, über die die Bahnstrecke Türkmenabat–Kerkiçi führt. In unmittelbarer Nähe zweigt der Karakumkanal ab, bei dessen Bau in den 1950er Jahren mehrere Abschnitte des Kelifer Usboi gefunden wurden, ein historischer Nebenfluss des Oxus (Amudarja). Im Bahnhof von Kerki beginnt zudem die Bahnstrecke Kerki–Andchoi, die nach Afghanistan führt.

## Geschichte
Der Ort ist geschichtlich seit dem 10. Jahrhundert bezeugt. Mit dem Astana-Baba-Mausoleum befindet sich eine wichtige Pilgerstätte in der Nähe von Kerki. Das Stadtrecht erlangte Kerki 1925. Von 1999 bis 2017 trug die Stadt den Namen Atamyrat, nach dem Vater des ehemaligen turkmenischen Präsidenten Saparmyrat Nyýazow.